# マイク・ホワイト (レーサー)
マイク・ホワイト  (Mike White、 1954年7月2日-) は、南アフリカのレーシングドライバー。

## 経歴
ホワイトは、70年代後半から80年代にかけてヨーロッパでレース活動を行い、イギリス・フォーミュラ3選手権やヨーロッパ・フォーミュラ3選手権に参戦。当時のイギリスF3には、ステファン・ヨハンソン、ケネス・アチソン、ジョナサン・パーマー、アンドレア・デ・チェザリスなど後にF1にステップアップしたドライバー が多数出場していたが、ホワイトは1981年のイギリスF3でシリーズ4位を獲得した。
その後は、母国南アフリカに戻ってツーリングカードライバーとなり、南アフリカアイランド選手権ではシリーズ2位となり、その後のスーパーツーリングマシンで行われた南アフリカツーリングカー選手権では、現地のトヨタチームから北米仕様のカムリ (日本名はトヨタ・セプター)を駆って優勝も記録するなど活躍した。